# 지도주의
지도주의(指導主義, 프랑스어: Dirigisme)는 경제에 대한 광범위한 통제를 수반하는 경제 정책 및 그 정책 이념을 뜻한다.

## 개요
프랑스어인 ‘Dirigisme’이라는 용어는 프랑스가 1960년대 말부터 실시한 일련의 경제 통제 정책을 의미한다. 이 정책으로 인해 프랑스는 20년 이상 고속 성장을 이루었다고 평가받는다. 소련 붕괴 후에는 경제에 대한 광범위하고 급진적인 통제를 수반하는 모든 정책을 일컫는 용어로 되었다.
지도주의는 넓은 뜻으로는 사회주의 경제 구조에서 행해지는 계획 경제를 포괄하기도 하나, 일반적으로는 자본주의 경제 체제의 틀 안에서 행해지는 것을 말한다. 전자는 경제에 대한 통제 외에도 주기적인 경제 계획을 통해 생산과 소비가 이루어지기에 지도주의와 차별적으로 이해되며, 계획 경제라고 칭한다.
지도주의는 각 자본주의 국가의 경제적 특성에 따라 달리 실행된다. 선진적인 자본주의 국가의 경우는 대규모 실업, 특정 부문의 경쟁력 저하, 물가의 폭등, 생산 비용의 비효율적 증가 등의 문제를 해결하기 위해서 경제에 대한 통제를 가한다. 후진적인 자본주의 국가는 매우 제한적인 민간 투자 수준을 극복하기 위해 광범위한 지도주의를 실시하는 경우가 있다. 그러나, 이러한 방법론은 사적 재산권을 침해하는 방법이 수반되는 경우도 있기에 정치적으로 커다란 논란이 뒤따른다.
미국의 뉴딜 정책과 같은 사례처럼 국내의 경제와 사회개혁을 동시에 수반하는 정책을 지도주의라고 칭하기도 하나, 일반적인 묘사는 아니다. 제2차 세계 대전 시기 추축국의 전시경제와 동원경제를 지도주의의 범주 아래에 포함시키는 경우도 존재한다. 소련 붕괴 이후에는 중화인민공화국의 경제 통제를 지칭하는 용어로 널리 사용되고 있으며, 이러한 설명 외에도 자본주의 국가 내에서 급진적으로 사회주의 요소를 도입하는 정책 흐름을 묘사하는 용어로도 쓰인다.

## 몇 가지 유사한 개념
지도주의는 자본주의적 소유 관계와 사회주의적 소유 관계 모두에게서 나타날 수 있는 현상이며, 도입할 수 있는 정책이다. 사회주의적 소유 관계에서 지도주의는 경제를 이루는 기반이 되며, 더 나아가 주기적인 계획을 통한 계획 경제가 수반된다. 1978년 이후 중화인민공화국은 경제 영역에서 계획 경제의 요소를 상대적으로 줄였으나, 지도주의의 요소는 그대로 유지하였다. 이렇듯이, 사회주의 국가에서 지도주의는 시장 경제를 부분적으로 들여온다고 하더라도, 기본적인 경제 정책으로 유지되는 것이다.
정부에 의한 자본 출자, 재정 정책 등의 요소로 인해 혼합 경제와 연관되는 사례가 존재한다. 그러나, 산업의 국유화, 산업 자본의 광범위한 통제, 급진적인 재정 정책, 생산 결정 요소에 대한 국가 통제 등을 수반하는 지도주의는, 혼합 경제에 비해서 훨씬 국가의 간섭이 증대된 경제 제도라는 이해가 일반적이다.

## 같이 보기
- 계획 경제
- 혼합 경제
- 국가사회주의
- 국가자본주의